# Sapeca
El sapeca ( xinès tradicional: 方孔錢, xinès simplificat: 方孔钱, pinyin: fāng kǒng qián) o wén (文) és l'antiga moneda xinesa de petit valor.

## Les primeres monedes xineses
Abans del sapeca existien altres tipus de moneda, en forma de ganivet, bu (eina agrícola) o petxines de cauri (petxines utilitzades com a moneda).

## El sapeca

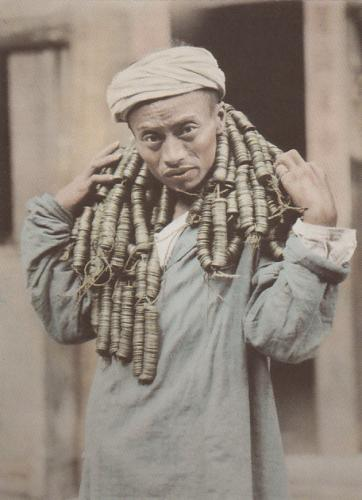
Un home que portava lligadures de sapeca a Sichuan el 1917 (foto colorejada).

El knowque és una antiga moneda xinesa i indoxinesa, en ús fins a principis del segle xx. També era la moneda de menor denominació, una peça rodona de coure o bronze, perforada al centre amb un forat quadrat.
La paraula d'origen francès (sapèque) que s'utilitza des de finals del segle xviii prové del malais: sa paku compost de sa (“Un") i paku ("sèrie de cent pichis»; nom d'una petita moneda de llauna en forma de fulla perforada amb un forat), mentre que en xinès el sapeca (moneda) era designat en xinès simplificat: 钱, paraula que avui significa “diners, moneda".
L'origen d'aquesta moneda rau en l'estandardització de la moneda de circulació a la Xina, durant la dinastia Qin (-221 a -206): les peces havien de ser rodones i perforades al seu centre amb un forat quadrat emmarcat per dos personatges.
El forat quadrat de les peces permetia enfilar-les a una barra quadrada, fent-les girar per lliberar-les. La forma dels sapeques també està lligada a la cosmologia tradicional xinesa: la rodonesa de les peces evoca la del cel, i el forat central és quadrat com la terra.
Per facilitar-ne el transport, els sapeques s'unien per mitjà de cordons que passaven pel seu forat central, constituint així cordons, també anomenats cordes o lligadures, de diferent quantitat (100, 500, 1.000, 2.000, 5.000). El cordó comú de 1.000 peces s'anomena enfilada ou 吊, diào i val un kwan (una unça de plata,串, chuàn ), o un tael (uns 37 grams).
Poc abans del període Tang, aquestes cordes de monedes es van reproduir com a imatges en paper: aquests són els primers bitllets, primer anomenats jiaozi, però que no van tenir poder d'alliberament obligatori fins més tard i només sota el regnat de Kublai Khan de la dinastia Yuan.